# 馬修斯 (密蘇里州)
馬修斯（英語：Matthews）是位於美國密蘇里州新馬德里縣的城市。

## 人口
根據2020年美國人口普查的數據，馬修斯的面積為5.07平方千米，皆為陸地。當地共有人口534人，而人口密度為每平方千米105人。